# 朴慧园
朴慧园（谚文：박혜원，朝鲜汉字：朴慧園，1983年8月15日—），是韩国著名的女子短道速滑运动员。她是2002年冬季奥林匹克运动会短道速滑比赛3000米接力冠军。

## 职业生涯
2002年盐湖城冬奥会中，朴慧园获得3000米接力金牌。

## 资料来源
- 奥林匹克数据库网站(英文)
- 朴慧园-国际滑冰联盟（ISU）
- 朴慧园 （页面存档备份，存于）-Olympedia